# Dubai Waterfront

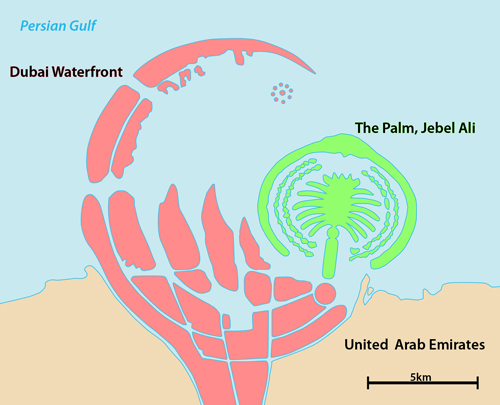
Mapa del proyecto Dubai Waterfront (en color rosa) que expandirá al Emirato de Dubái, ubicado justo al lado de la Palma Jebel Ali (en verde).

El Dubai Waterfront es un enorme proyecto que quiere construirse en la costa oeste de Dubái. El proyecto es una conglomeración de canales e islas artificiales con un total de 130 km² (13 000 ha); esto ocupará la última línea de la costa del Golfo Pérsico restante de Dubái, el emirato más populoso de Emiratos Árabes Unidos. Consistirá en una serie de zonas con diversas áreas, incluyendo centros comerciales, residencias, etc. La meta del proyecto es "crear un destino de categoría mundial para residentes, visitantes y negocios en la ciudad con el crecimiento más rápido del mundo".
Controlado por la Empresa de Dubái Waterfront, el proyecto está abierto a la inversión extranjera con su promotor inmobiliario, Nakheel, poseyendo un 51% de la misma.
Dubai Waterfront están siendo desarrollado por Nakheel, uno de los promotores inmobiliarios privados más importantes del mundo. Las islas artificiales, formadas en un arco, producirán un refugio alrededor de la Palm Jebel Ali, una de la tres Palm Islands, las islas artificiales más grandes en el mundo que también están siendo construidas por Nakheel. 
Dubai Waterfront añadirá más de 70 kilómetros a la línea de la costa de Dubái. Esto abarcará un área de mil cuatrocientos millones de pies cuadrados del agua. Se espera una población estimada de 1,5 millones de personas.
Localizado cerca del nuevo Dubai World Central International Airport, y con el acceso directo a Sheik Zayed Road, Jebel Ali Freezone y Abu-Dabi, la ciudad será totalmente accesible a escala local e internacional.
El eje central estará a lo largo del litoral, extendiéndose hacia el interior para ofrecer una gama de residencias, distritos comerciales y áreas industriales, con atracciones turísticas y servicios de ocio. Extendiéndose desde de la línea de la costa hacia el Golfo Pérsico habrá una serie de islas conectadas en las cuales se edificarán villas y alojamientos de alta calidad.
Consistirá en diez áreas claves incluyendo Madinat Al Arab, que espera hacerse el nuevo centro y el distrito del negocio central de Dubái. Madinat Al Arab ha sido desarrollado por un consorcio internacional de arquitectos, planificadores y desarrolladores urbanos. Madinat Al Arab destacará en recursos, espacios de venta al público, centros comerciales, espacios públicos, una amplia mezcla de residencias y un sistema integrado de transporte incluyendo el carril ligero y una red de carreteras.
Los trabajos principales y la infraestructura ha comenzado sobre la primera fase de Madinat Al Arab. La construcción de Palm Cove Canal, de ocho kilómetros, que va paralela a la línea de la costa, comenzó en febrero de 2007 y más del 65% está ya finalizado. 
La primera fase de Madinat Al Arab (el 30 %) fue concedida a propiedades privadas e instituciones de inversión de Emiratos Árabes Unidos y al Consejo de Cooperación para los Estados árabes del Golfo, en julio de 2005. En cinco días, fue completamente vendida por más de 13 mil millones de AED.

## Zonas
Dubai Waterfront es un proyecto que incluye islas y canales artificiales y tierras ganadas al mar.

### Islas Artificiales
- Al Ras (Isla que está situada más al norte)
- Corniche (2 islas al sur de Al Ras)
- La Riviera (3 islas al este de The Peninsula)
- The Peninsula (al sur de Corniche)

### Otras Zonas
- The Palm Boulevard
- Madinat Al Arab (Fase 1: 7.000.000 m² o 7 Km²)
- Uptown
- Downtown
- Boulevard
- The Exchange